# María Victoria Atencia
María Victoria Atencia García (Málaga, 28 de noviembre de 1931), es una poeta española perteneciente más por edad que por su obra a la Generación del 50, que fusiona clasicismo y modernidad. Admiradora de Rilke, está considerada una maestra del verso alejandrino.

## Biografía
María Victoria Atencia García nació en Málaga, el 28 de noviembre de 1931, ciudad en la que ha desarrollado su vida y obra, y donde fue alumna en el Colegio de la Asunción y más tarde en el Colegio de la Sagrada Familia. Ligada a los poetas reunidos en torno a la revista Caracol (revista) y encuadrada en la generación de los años 50, su trayectoria poética (interrumpida durante quince años, entre 1961 y 1976) diferencia tres etapas: una primera hasta el año 1961, emotiva y expresiva; la segunda etapa se inicia en 1971 con la obra Marta y María; y la tercera abierta con El coleccionista, libro publicado en 1979 y en el que lo doméstico trasciende a temas como la pintura y la música.
A los veinticuatro años contrajo matrimonio con Rafael León Portillo (fallecido en 2011), cronista oficial de Málaga, poeta, maestro impresor, doctor en derecho, académico de seis reales academias, y finalmente su guía y editor. Atencia, por su parte, es académica numeraria de la Real Academia de Bellas Artes de San Telmo, de Málaga; académica correspondiente de las Reales Academias de Cádiz, Córdoba, Sevilla y San Fernando; consejera del Centro Andaluz de las Letras de la Junta de Andalucía, de la "Fundación de la Generación del 27" de Madrid, del "Centro Cultural Generación del 27" de Málaga, de la "Fundación María Zambrano" (Vélez-Málaga); y es también "Honorary Associate of The Hispanic Society of America" de Nueva York.

## Reconocimientos
- Premio Andalucía de la Crítica (1998)
- Premio Nacional de la Crítica (1998)
- Premio Luis de Góngora de las Letras Andaluzas (2000), que otorga la Junta de Andalucía cada dos años.
- VII Premio Internacional de Poesía Federico García Lorca (2010), entonces el de mayor dotación económica de los premios de poesía de habla hispana, con 50.000 euros. Al dar a conocer el fallo del jurado, el entonces alcalde de Granada, José Torres Hurtado destacó la trayectoria "impecable" y tremendamente "personal" de esta autora de alto prestigio dentro y fuera de las fronteras españolas. Se trata de la segunda mujer que se alza con este premio después de que la peruana Blanca Varela resultara galardonada en 2006.
- Fue postulante al sillón "n" de la Real Academia Española (2012), vacante tras la muerte de Valentín García Yebra, junto con Carme Riera, siendo esta última la elegida para ocuparlo. Atencia fue propuesta por Soledad Puértolas, Inés Fernández Ordóñez y Luis María Ansón
- Premio Real Academia Española de creación literaria (2012) por su libro El umbral.
- XXIII edición del Premio Reina Sofía de Poesía Iberoamericana (2014), siendo la cuarta mujer en conseguirlo y la primera española.
- Hija Predilecta de Andalucía
- Medalla de Oro de la Provincia de Málaga en 2005.
- Doctora Honoris Causa por la Universidad de Málaga
- Autora del Año (2014) otorgado por el Centro Andaluz de las Letras (Junta de Andalucía).
- Entre otras distinciones, llevan su nombre: una avenida, un instituto de enseñanza secundaria y el Centro Cultural Provincial de su ciudad natal
- La Diputación de Málaga acordó (8 de mayo de 2014) que el Centro Cultural Provincial de Málaga, pasaría a denominarse Centro Cultural Provincial María Victoria Atencia.[3] Este reconocimiento a la escritora malagueña tiene lugar después de que María Victoria Atencia ganara el Premio Reina Sofía de Poesía Iberoamericana.

## Obras publicadas
- Arte y parte, (1961)
- Cañada de los ingleses, (1961)
- Marta & María, (1976)
- Los sueños, (1976)
- El mundo de M. V., (1978)
- El coleccionista, (1979)
- Ex libris, (1984)
- Compás binario, (1984)
- Paulina o el libro de las aguas, (1984)
- Trances de Nuestra Señora, (1986)
- De la llama en que arde, (1988)
- La pared contigua, (1989)
- La señal, (1990)
- La intrusa, (1992)
- El puente, (1992)
- Las contemplaciones, (1997), Premio Andalucía de la Crítica y Premio Nacional de la Crítica 1998.
- Las niñas, (2000)
- El hueco, (2003)
- De pérdidas y adioses (2005)
- El umbral (2011), Premio Real Academia Española 2012.